# Boissy-sans-Avoir
Pour les articles homonymes, voir Boissy et BSA.
Boissy-sans-Avoir [bwasi sɑ̃.z‿avwaʁ] est une commune française située dans le département des Yvelines, en région Île-de-France.

## Géographie

### Situation
La commune de Boissy-sans-Avoir est située au cœur de la plaine de Montfort-l'Amaury, à environ 6 km au nord de cette dernière et à 27 km à l'ouest de Versailles.

### Communes limitrophes
|                       | Autouillet        | Auteuil |
| Garancières           | Boissy-sans-Avoir | Vicq    |
| La Queue-les-Yvelines | Galluis           | Méré    |

### Hydrographie
- Le ruisseau du Lieutel.
- Le ru de Breuil, ruisseau de 9,4 km, sous-affluent de la Mauldre qui se jette dans le Lieutel sur la commune de Vicq[1].

### Transports et voies de communications

#### Réseau routier
La route départementale 42 traverse la commune d'est en ouest (Neauphle-le-Vieux - Septeuil). Le reste de la voirie est communale.

#### Desserte ferroviaire
Les gares ferroviaires les plus proches de la commune sont celles de Montfort-l'Amaury - Méré à 3,5 km et Garancières - La Queue à 4 km.

#### Bus
La commune est desservie par la ligne 22 du réseau de bus Centre et Sud Yvelines.

### Climat
Pour des articles plus généraux, voir Climat de l'Île-de-France et Climat des Yvelines.
En 2010, le climat de la commune est de type climat océanique dégradé des plaines du Centre et du Nord, selon une étude du CNRS s'appuyant sur une série de données couvrant la période 1971-2000. En 2020, Météo-France publie une typologie des climats de la France métropolitaine dans laquelle la commune est dans une zone de transition entre le climat océanique et le climat océanique altéré et est dans la région climatique Sud-ouest du bassin Parisien, caractérisée par une faible pluviométrie, notamment au printemps (120 à 150 mm) et un hiver froid (3,5 °C).
Pour la période 1971-2000, la température annuelle moyenne est de 10,8 °C, avec une amplitude thermique annuelle de 14,4 °C. Le cumul annuel moyen de précipitations est de 656 mm, avec 10,5 jours de précipitations en janvier et 7,8 jours en juillet. Pour la période 1991-2020, la température moyenne annuelle observée sur la station météorologique la plus proche, située sur la commune de Maule à 11 km à vol d'oiseau, est de 11,8 °C et le cumul annuel moyen de précipitations est de 677,0 mm,. Pour l'avenir, les paramètres climatiques de la commune estimés pour 2050 selon différents scénarios d'émission de gaz à effet de serre sont consultables sur un site dédié publié par Météo-France en novembre 2022.

## Urbanisme

### Typologie
Au 1er janvier 2024, Boissy-sans-Avoir est catégorisée bourg rural, selon la nouvelle grille communale de densité à sept niveaux définie par l'Insee en 2022.
Elle est située hors unité urbaine. Par ailleurs la commune fait partie de l'aire d'attraction de Paris, dont elle est une commune de la couronne,. Cette aire regroupe 1 929 communes,.

### Occupation des solssimplifiée
Le territoire de la commune se compose en 2017 de 89,77 % d'espaces agricoles, forestiers et naturels, 3,52 % d'espaces ouverts artificialisés et 6,71 % d'espaces construits artificialisés.

## Toponymie
Le nom de la commune, boissiacum au XVe siècle, provient du gallo-roman BUXIACU, avatar de BUXETU > boissey > boissière, qui désigne un « lieu planté de buis ».
Le sans-avoir, signifie « sans fortune, sans bien », Boissy étant anciennement un village pauvre ; cette appellation « sans avoir » figurait déjà, en effet, dans les inscriptions gravées sur les tombes qui se trouvaient dans l'église (1332). Les seigneurs de Boissy en firent ultérieurement leur devise : « Sans avoir peur », qui évoque un gentilhomme du pays mantais, Simon Sans-Avoir, qui s’illustra dans la première croisade.

## Histoire

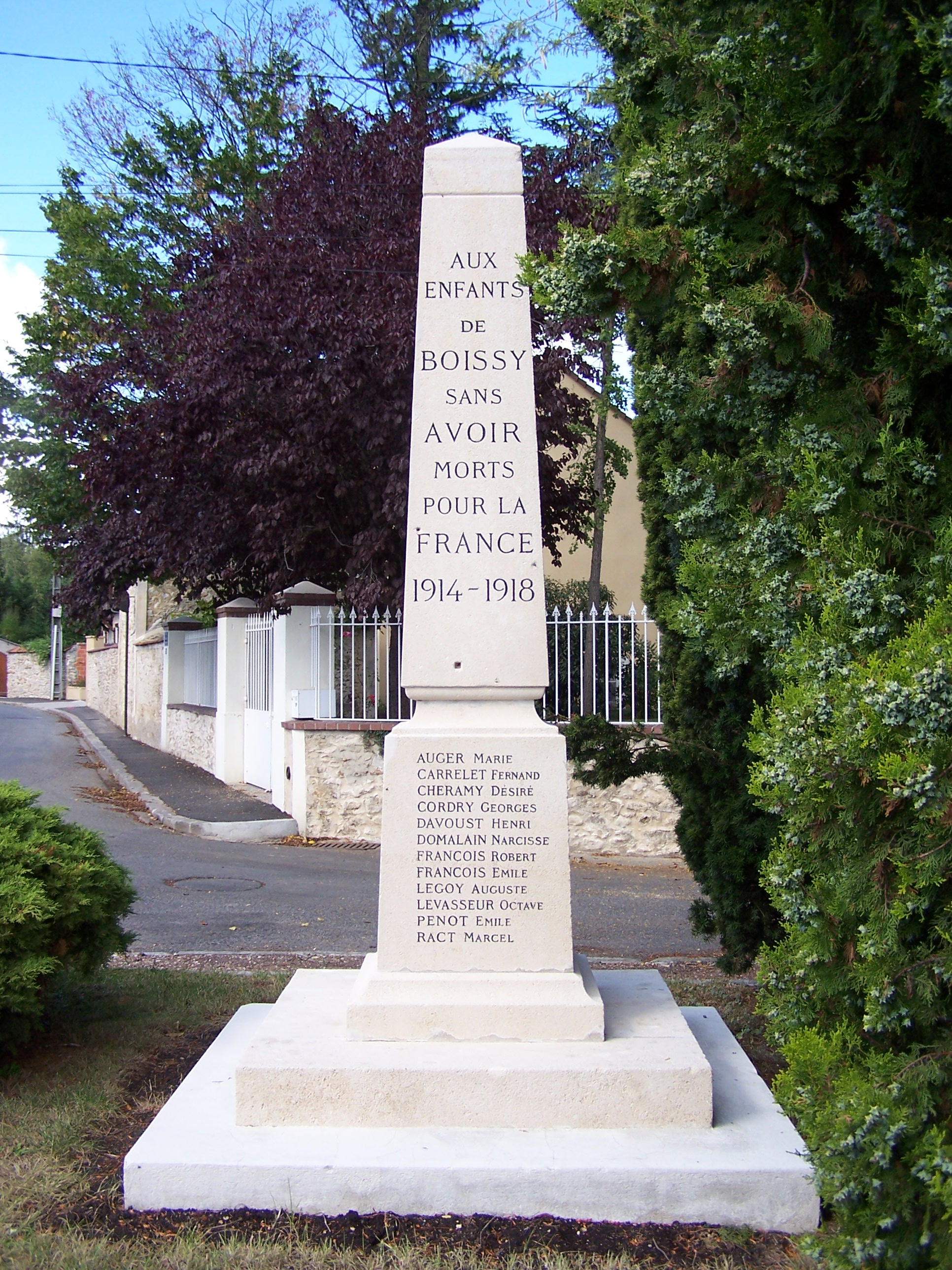
Le monument aux morts.

Boissy était un bailliage dépendant des trésoriers, des chanoines et du chapitre de la Sainte-Chapelle royale du bois de Vincennes qui étaient ainsi seigneurs sous le nom du roi de la terre et seigneurie des Petits Prés et Boissy en partie.
Plusieurs maisons de Boissy dépendaient également de la prévôté des Prés.
En septembre 1568, Raoul Moreau († 1583), seigneur de Grosbois, obtient confirmation de l'érection en châtellenie d'Auteuil, réunie à Boissy-sans-Avoir, Villarceaux, le Tronchay et Andelu. Son fils Victor (1563-1613) sera seigneur de Boissy, Marcq, Chardonnay et Saint-Aubin.

## Politique et administration

### Liste des maires
| Période                                  | Période  | Identité          | Étiquette | Qualité |
| ---------------------------------------- | -------- | ----------------- | --------- | ------- |
| Les données manquantes sont à compléter. |          |                   |           |         |
| 1980                                     | 2020     | Jean-Pierre Corby |           |         |
| 2020                                     | En cours | Grégoire Corby    |           |         |

## Population et société

### Démographie

#### Évolution démographique
L'évolution du nombre d'habitants est connue à travers les recensements de la population effectués dans la commune depuis 1793. Pour les communes de moins de 10 000 habitants, une enquête de recensement portant sur toute la population est réalisée tous les cinq ans, les populations de référence des années intermédiaires étant quant à elles estimées par interpolation ou extrapolation. Pour la commune, le premier recensement exhaustif entrant dans le cadre du nouveau dispositif a été réalisé en 2006.

En 2022, la commune comptait 614 habitants, en évolution de −3,76 % par rapport à 2016 (Yvelines : +2,72 %, France hors Mayotte : +2,11 %).
| 1793 | 1800 | 1806 | 1821 | 1831 | 1836 | 1841 | 1846 | 1851 |
| ---- | ---- | ---- | ---- | ---- | ---- | ---- | ---- | ---- |
| 324  | 344  | 319  | 312  | 321  | 347  | 346  | 333  | 331  |

| 1856 | 1861 | 1866 | 1872 | 1876 | 1881 | 1886 | 1891 | 1896 |
| ---- | ---- | ---- | ---- | ---- | ---- | ---- | ---- | ---- |
| 313  | 287  | 293  | 274  | 266  | 275  | 286  | 267  | 273  |

| 1901 | 1906 | 1911 | 1921 | 1926 | 1931 | 1936 | 1946 | 1954 |
| ---- | ---- | ---- | ---- | ---- | ---- | ---- | ---- | ---- |
| 268  | 263  | 268  | 267  | 272  | 291  | 274  | 241  | 342  |

| 1962 | 1968 | 1975 | 1982 | 1990 | 1999 | 2006 | 2011 | 2016 |
| ---- | ---- | ---- | ---- | ---- | ---- | ---- | ---- | ---- |
| 353  | 357  | 392  | 380  | 423  | 519  | 596  | 578  | 638  |

| 2021 | 2022 | - | - | - | - | - | - | - |
| ---- | ---- | - | - | - | - | - | - | - |
| 627  | 614  | - | - | - | - | - | - | - |

#### Pyramide des âges
En 2018, le taux de personnes d'un âge inférieur à 30 ans s'élève à 36,9 %, soit en dessous de la moyenne départementale (38,0 %). De même, le taux de personnes d'âge supérieur à 60 ans est de 18,1 % la même année, alors qu'il est de 21,7 % au niveau départemental.
En 2018, la commune comptait 328 hommes pour 324 femmes, soit un taux de 50,31 % d'hommes, légèrement supérieur au taux départemental (48,68 %).
Les pyramides des âges de la commune et du département s'établissent comme suit.
| Hommes | Classe d’âge | Femmes |
| ------ | ------------ | ------ |
| 0,3    | 90 ou +      | 0,7    |
| 3,8    | 75-89 ans    | 5,2    |
| 14,0   | 60-74 ans    | 12,3   |
| 27,2   | 45-59 ans    | 27,6   |
| 16,1   | 30-44 ans    | 19,1   |
| 19,2   | 15-29 ans    | 16,0   |
| 19,3   | 0-14 ans     | 19,2   |

| Hommes | Classe d’âge | Femmes |
| ------ | ------------ | ------ |
| 0,6    | 90 ou +      | 1,4    |
| 6      | 75-89 ans    | 7,8    |
| 13,5   | 60-74 ans    | 14,8   |
| 20,7   | 45-59 ans    | 20,1   |
| 19,6   | 30-44 ans    | 19,9   |
| 18,5   | 15-29 ans    | 16,8   |
| 21,2   | 0-14 ans     | 19,2   |

### Enseignement
La commune possède une école élémentaire publique.

### Manifestations culturelles et festivités
Depuis le 6 octobre 2012, Boissy-Sans-Avoir accueille un festival annuel international de Cigar Box Guitares : Le BSA France Festival de Cigar Box Guitares.

## Économie

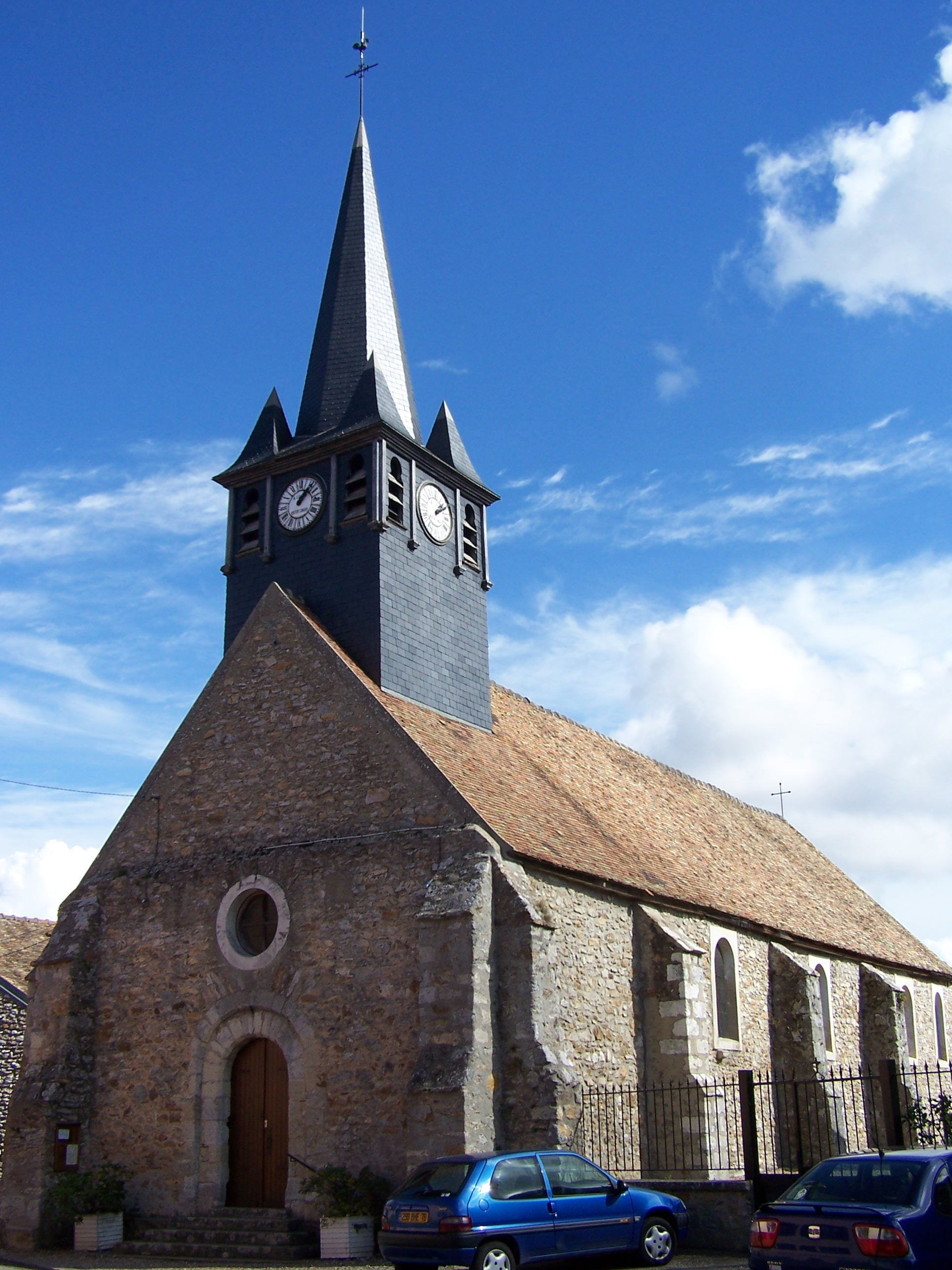
L'église Saint-Sébastien.

- Exploitations agricoles.

## Culture locale et patrimoine

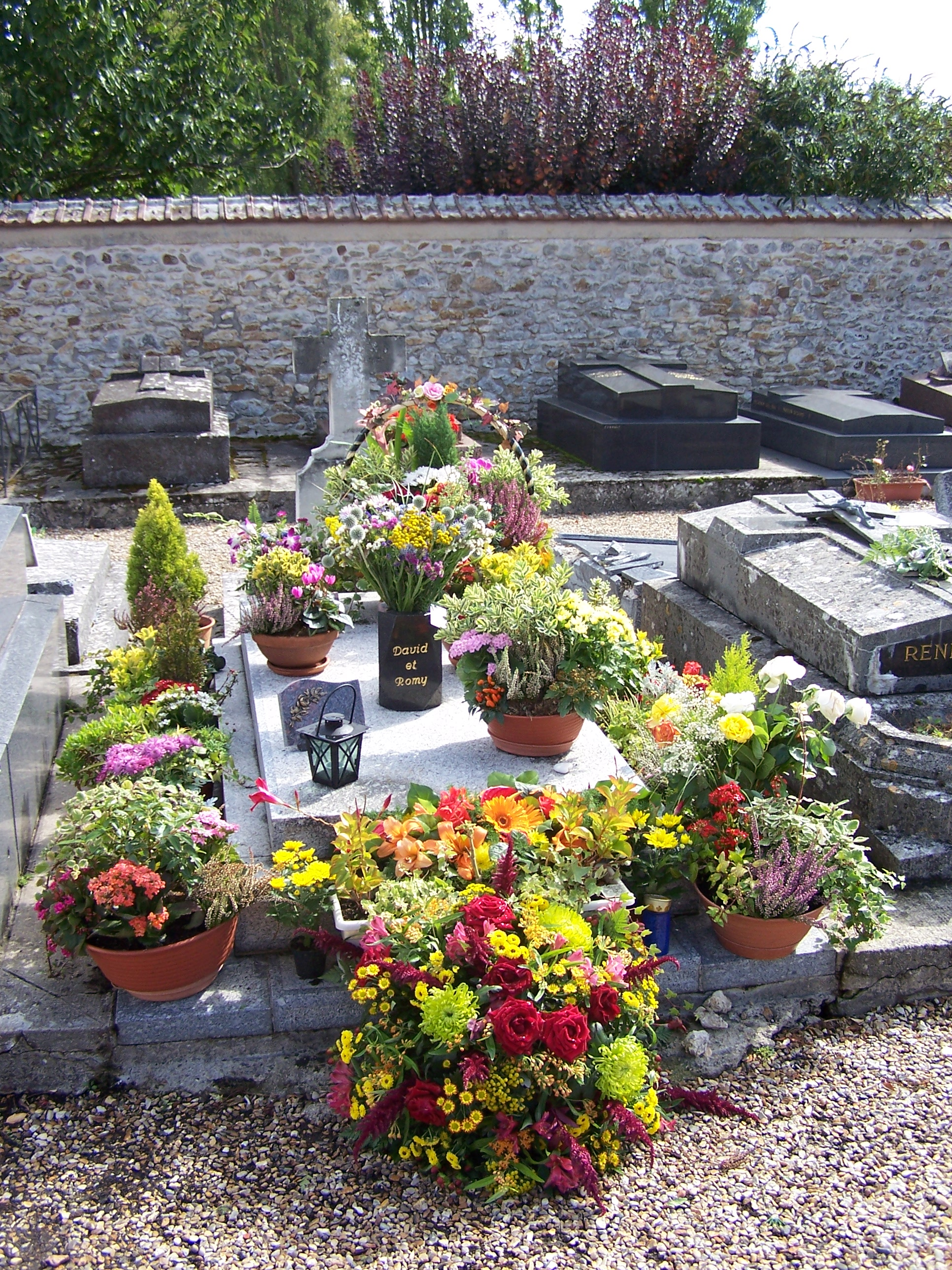
La tombe de Romy Schneider.

### Lieux et monuments
- Église Saint-Sébastien.

### Personnalités liées à la commune
- Le sculpteur Léon Chavalliaud (1858-1919) y est décédé.
- L'actrice Romy Schneider (1938-1982) repose au cimetière de Boissy, auprès de son fils David, décédé en 1981. Elle avait une maison de campagne dans le village avec son compagnon Laurent Pétin et sa fille Sarah.

### Héraldique
| Blason de Boissy-sans-Avoir | Blason  | De gueules à la croix fleurdelisée d'argent cantonnée de quatre tiercefeuilles d'or. |
| Blason de Boissy-sans-Avoir | Détails | Le statut officiel du blason reste à déterminer.                                     |